# اثر دمبر نوری

شبیه‌سازی ساده مونت کارلو از اثر دمبر-نوری در نیم‌رساناها. فرض بر این است که الکترون‌ها دارای تحرک‌پذیری ۳ برابر بزرگتر از حفره‌ها هستند (برای اهداف تجسم). می‌توان مشاهده کرد که چگونه الکترون‌ها از سطح سریع‌تر از جابجایی حفره‌ها، «مرکز بار منفی» را به عمق داخلی نیم‌رسانا نفوذ می‌کنند، درحالی که حفره‌ها («مرکز بار مثبت») نزدیک‌تر به سطح باقی می‌مانند، درنتیجه یک دوقطبی تشکیل می‌دهند.

در فیزیک نیم‌رسانا، اثر دِمبر-نوری (به نام کاشف آن هری دمبر) تشکیل یک دوقطبی الکتریکی در مجاورت یک سطح نیم‌رسانا پس از تولیدنور فرا-سریع از حامل‌های بار است. دوقطبی به دلیل تفاوت تحرک‌پذیری‌ها (یا ثابت‌های پخش) برای حفره‌ها و الکترون‌ها شکل می‌گیرد که همراه با شکست تقارن ایجاد شده توسط سطح منجر به جدایش بار مؤثر در جهت عمود بر سطح می‌شود. در یک نمونه جدا شده، که در آن شارش ماکروسکوپی جریان الکتریکی ممنوع است، حامل‌های سریع (اغلب الکترون‌ها) کند می‌شوند و حامل‌های کند (اغلب حفره‌ها) توسط یک میدان الکتریکی شتاب می‌گیرند که به آن میدان دمبر می‌گویند.
یکی از کاربردهای اصلی اثر دمبر-نوری، تولید پالس‌های تابشی تراهرتز (THz) برای طیف‌سنجی حوزهٔزمانی تراهرتز است. این اثر در اکثر نیم‌رساناها وجود دارد، اما به‌ویژه در نیم‌رساناهای با شکاف باریک (عمدتاً آرسنیدها و آنتی‌مونیدها) مانند InAs و InSb به دلیل تحرک‌پذیری بالای الکترون‌ها، قوی است. گسیلش تراهرتز دمبر نوری نباید با گسیل میدان سطحی اشتباه گرفته شود، که اگر باندهای انرژی سطحی یک نیم‌رسانا بین باندهای ظرفیت و هدایت آن قرار گیرند، که پدیده ای به نام سنجاق‌زنی سطح فرمی را ایجاد می‌کند، اتفاق می‌افتد، و در وقتش باعث، خَمِش باند و در نتیجه تشکیل یک لایه تخلیه یا انبارش نزدیک به سطح که به شتاب حامل‌های بار کمک می‌کند، شود. این دو اثر بسته به جهت خمش باند می‌توانند به شکل سازنده یا مخرب در تشکیل دوقطبی نقش داشته باشند.